# Cantonul Lingolsheim
Cantonul Lingolsheim este un canton din arondismentul Strasbourg, departamentul Bas-Rhin, regiunea Alsacia, Franța.

## Comune
- Achenheim
- Blaesheim
- Breuschwickersheim
- Entzheim
- Fegersheim
- Geispolsheim
- Hangenbieten
- Holtzheim
- Kolbsheim
- Lingolsheim
- Lipsheim
- Oberschaeffolsheim
- Osthoffen